# Универсаль
Универсаль (Universal, другие названия — мондолингво, инверсаль) — схематический апостериорный лингвопроект, разрабатывавшийся в 1923—1928 гг. Г. И. Муравкиным (Берлин) и Л. И. Василевским (Харьков). Отталкиваясь от словаря и грамматики эсперанто, он, однако, заметно выделяется на фоне других эсперантоидов усилением элементов априорности на разных уровнях языковой структуры.

## Фонетика, орфография
Алфавит построен на основе Международного фонетического алфавита, к латинским буквам добавлены символы ø, ə, ʃ, ʒ, ŋ. Используются также надстрочные знаки — для долготы и назализации гласных, палатализации согласных. Аффрикаты обозначаются диграфами — ʦ, ʣ, ʧ, ʤ.
Ударение, как правило, стоит на гласном, предшествующем конечному согласному (как в идо), но может сдвигаться, обозначаясь на письме. Стык согласных может разбиваться гласным ə, не влияющим на место ударения.

## Словообразование
В языке нет принципиального различия между словообразованием и словоизменением. Одними и теми же средствами могут формироваться и лексические, и грамматические значения от основ, принадлежащих разным морфологическим категориям. Показатели частей речи могут, как и аффиксы, употребляться изолированно — o — субстантиватор (подобно английскому 'to' образующий от глагольной основы форму инфинитива), a — предлог-адъективизатор (podo a tablo 'ножка стола'), u, служащий в Universal окончанием всех глагольных форм, — глагол 'быть' (как связка употребляется редко, только с существительными).
Помимо унаследованного от эсперанто агглютинативного способа словоизменения и словообразования используются:
- свойственное некоторым априорным лингвопроектам (например, сольресоль) образование антонимов путём инверсии основы (fino 'конец' — nifo 'начало', bona 'хороший' — noba 'плохой', рrodu 'производить' — dorpu 'потреблять') или, для сложных основ, одного из корней (simpatu 'сочувствовать' — mispatu 'относиться недоброжелательно'). Иногда слова подбираются и модифицируются таким образом, чтобы оба антонима выглядели более-менее апостериорно: deno 'день' — nedo 'ночь', masa 'массовый' — sama 'единичный', jen 'да' — nej 'нет', do 'к' — od 'от', za — определённый артикль — az — неопределённый артикль;
- сложение основ, в которых допускаются стяжения и сокращения (dennedo > dendo 'сутки', evnedo > evno 'вечер', evdeno > evdo 'утро');
- полная или частичная редупликация основ, образующая множественное число существительных (только в том случае, если на него не указывает контекст: tablo-tablo, tatablo 'столы', de(n)deno 'дни') и местоимений (imi 'мы (общая форма)', mimi 'мы (экскл. форма)', timi, vimi 'инкл. формы фамильярная и вежливая: мы с тобой, мы с Вами'; iti, ivi 'вы (фамильярная и вежливая формы)'), насыщенность признака (kloklora 'многоцветный', 'пёстрый'), многократность действия (marmarʃu 'хаживать');
- модификатором e в качестве префикса и суффикса образуются формы прошедшего и будущего времени соответственно для всех частей речи (ebela 'бывший некогда красивым', urbéo 'будущий город');
- модификатором a в качестве префикса (или инфикса) и суффикса образуются формы мужского и женского рода соответственно для местоимений (mi, am(i), ma(i) 'я' в общем, мужском и женском роде, li 'он-она' (общ. p.), al(i) 'он', la(i) 'она') и ограниченного круга употребительных слов (tigro 'тигр', tigar(o) 'тигр-самец', tigrá(о) 'тигрица'; чаще указанием на род служат местоимения al, la в качестве префиксов: altigro, latigro);
- непродуктивная, имеющая чисто мнемоническое значение, деривация при помощи внутренней флексии: lina 'длинный', lana 'широкий', lona 'высокий'; valdo 'лес'; veldo 'саванна', vildo 'степь'.

## Морфология, синтаксис
Прилагательные не согласуются с существительными по роду и числу, но их флексии назализуются в винительном падеже:  ʒədonu zeã librõ 'дай эту книгу', что однако, является факультативным при обычном порядке слов (как в идо, омо и др.): kaʦo vidu birdo = kaʦo vidu birdõ 'кошка видит птицу'. Но: birdõ vidu kaʦo 'птицу видит кошка'.
Вместо прилагательного и глагола как отдельных частей речи употребляются атрибутив и предикатив, образуемые как от адъективных, так и от глагольных основ. Прилагательное, используемое в качестве сказуемого, принимает глагольную флексию u и не требует связки. Аналогично отглагольное определение (активное причастие) образуется путём присоединения к глагольной основе флексии a: mega urbo 'большой город', urbo megu 'город — большой'; lampo pendu 'лампа висит', penda lampo 'висящая лампа'.
Принцип функционализма языка универсаль определяет подчинение морфологии синтаксису и семантике. Принцип прагматизма и экономии диктует требование факультативности грамматических форм и устранения всякой избыточности (так, сказуемое рекомендуется ставить в безвременной форме, когда время указано наречием, ясно из контекста либо не имеет значения).